# Sedlečko (Chotoviny)
Sedlečko (v letech 1964–1975 Sedlečko u Chotovin, německy Sedletschko) je malá vesnice, část obce Chotoviny v okrese Tábor v Jihočeském kraji. Nachází se asi 1,5 kilometru severně od Chotovin. Je zde evidováno 39 adres. V roce 2011 zde trvale žilo 55 obyvatel. Sedlečko leží v katastrálním území Sedlečko u Chotovin o rozloze 3,86 km².

## Historie
První písemná zmínka o vesnici pochází z roku 1407.

## Obyvatelstvo
| Rok            | 1869 | 1880 | 1890 | 1900 | 1910 | 1921 | 1930 | 1950 | 1961 | 1970 | 1980 | 1991 | 2001 | 2011 | 2021 |
| -------------- | ---- | ---- | ---- | ---- | ---- | ---- | ---- | ---- | ---- | ---- | ---- | ---- | ---- | ---- | ---- |
| Počet obyvatel | 242  | 242  | 267  | 205  | 233  | 223  | 210  | 151  | 139  | 104  | 74   | 56   | 43   | 36   | 55   |
| Počet domů     | 36   | 36   | 40   | 41   | 41   | 41   | 42   | 41   | 37   | 35   | 29   | 37   | 38   | 38   | 40   |

## Obecní správa
Při sčítání lidu v letech 1850–1899 Sedlečko bylo osadou obce Chotoviny v okrese Tábor. V letech 1900–1963 bylo samostatnou obcí v okrese Tábor. Od roku 1964 je opět částí obce Chotoviny v okrese Tábor.

## Galerie

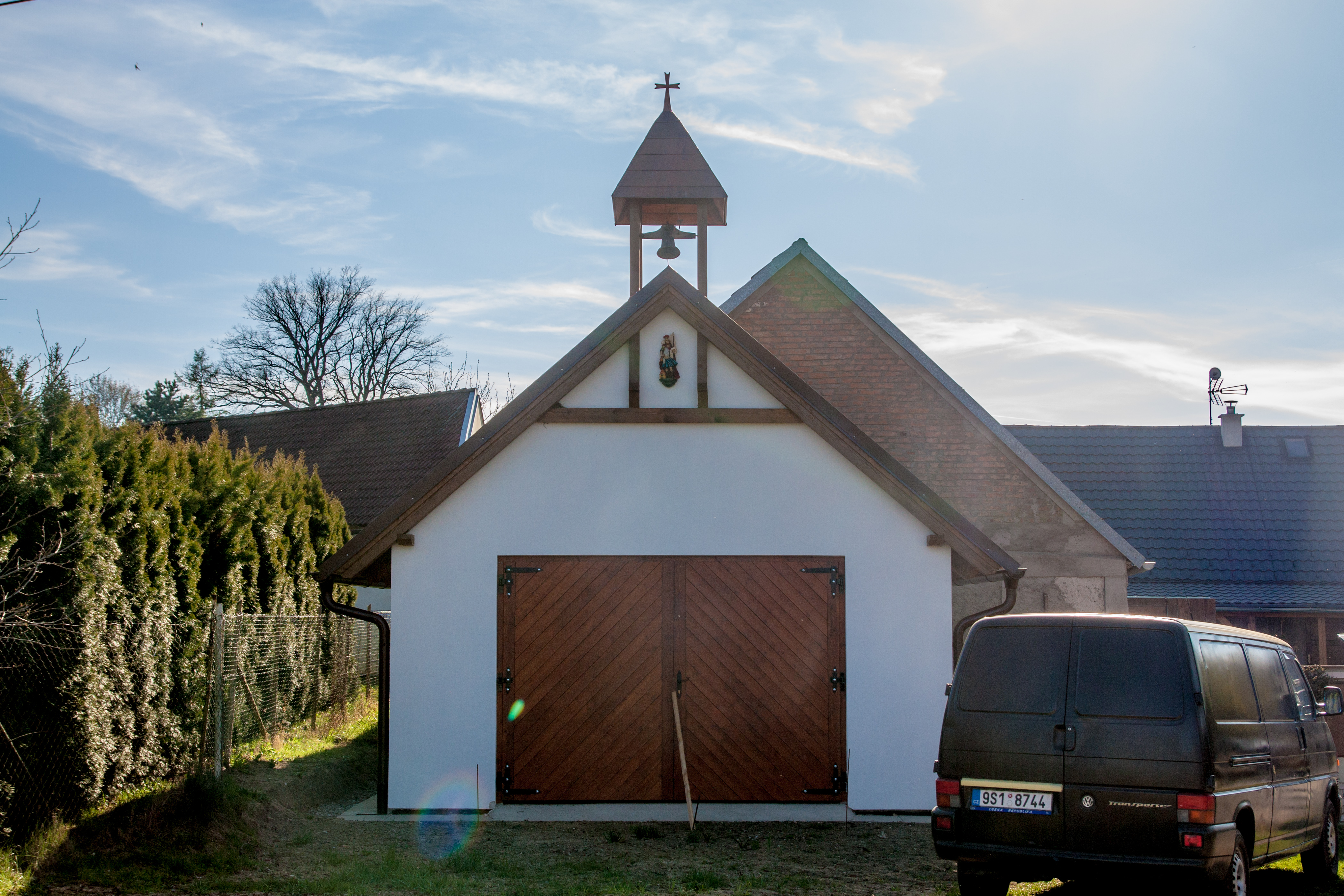
Hasičská zbrojnice (2019)
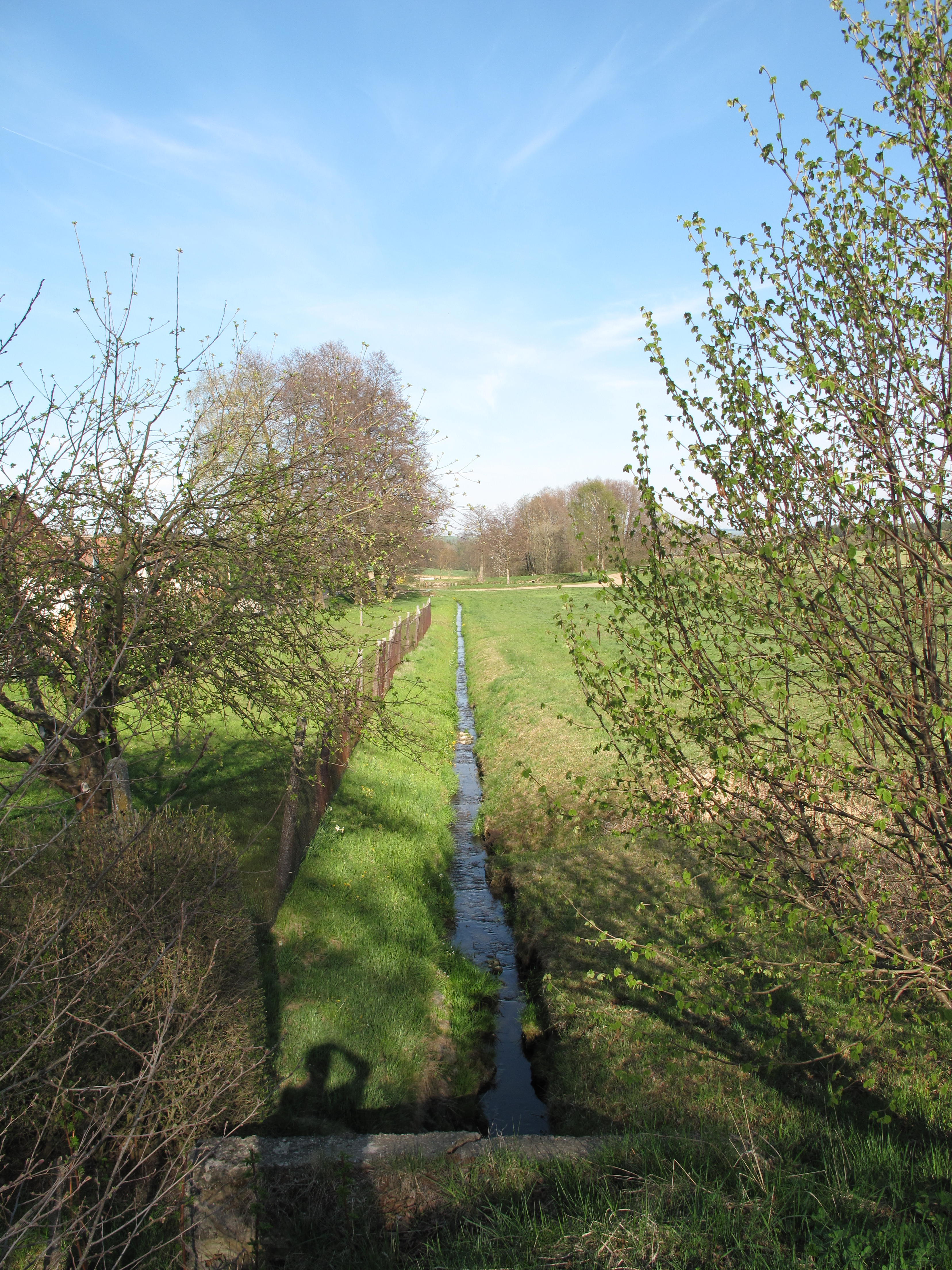
Potok v obci (2019)
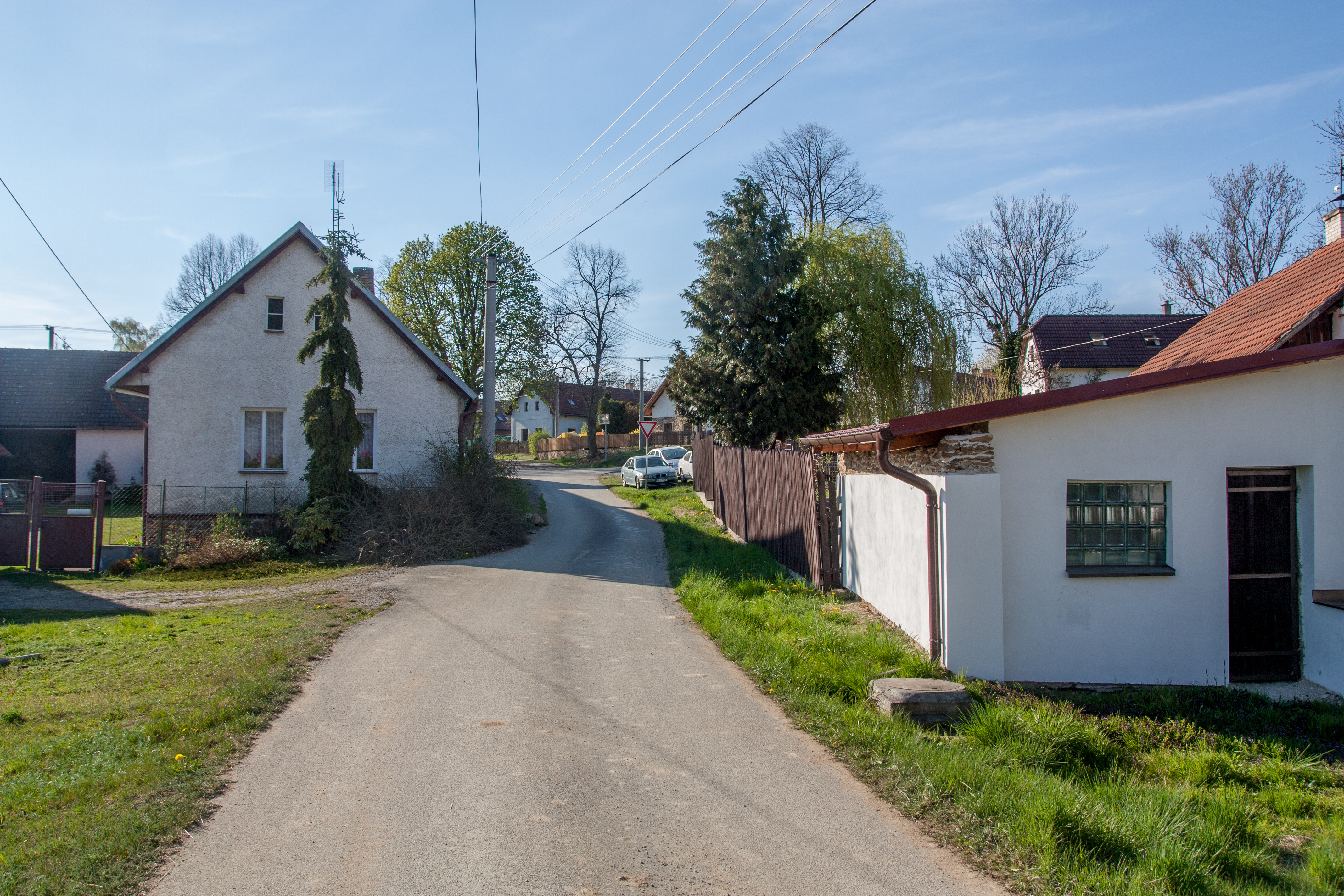
Cesta (2019)
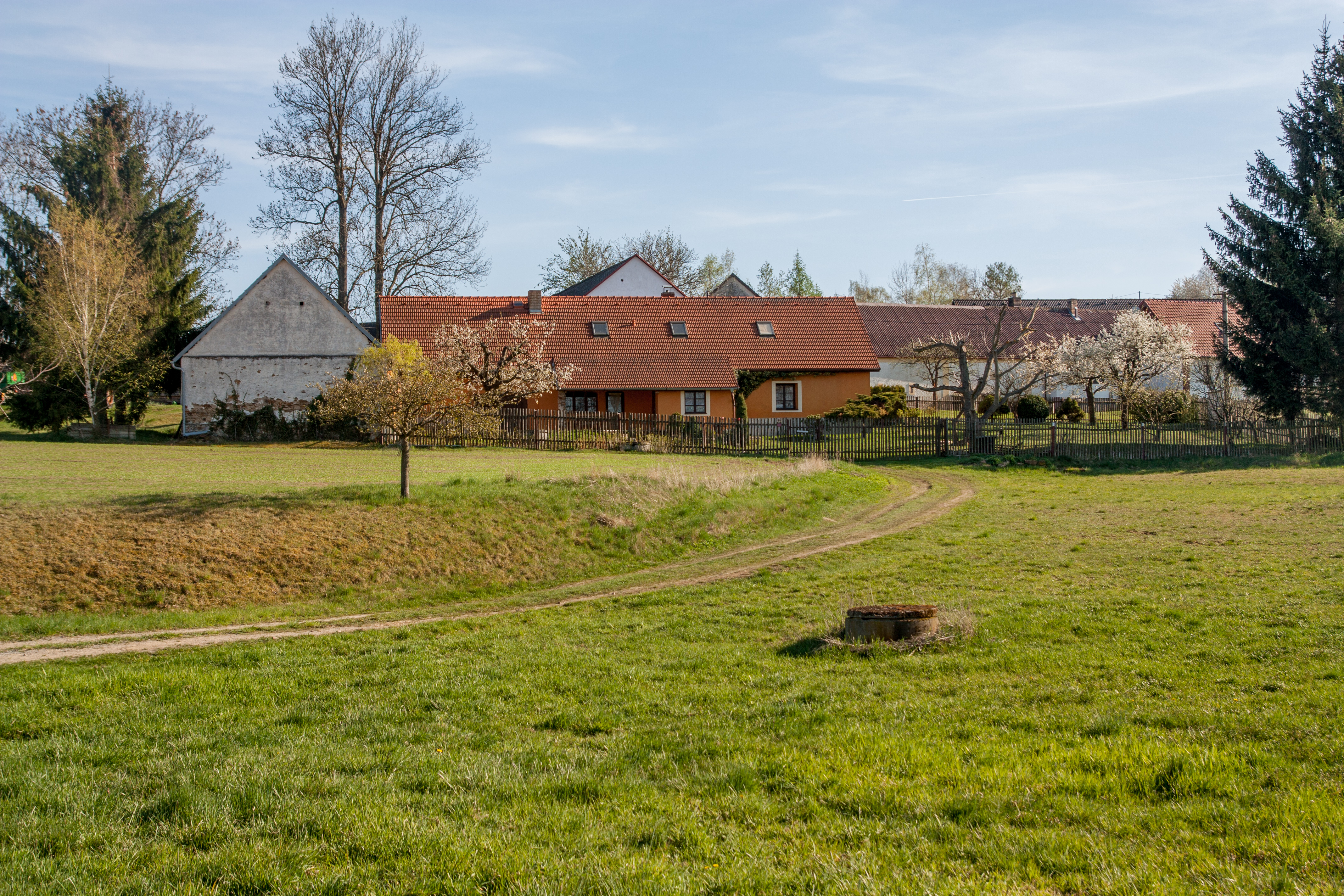
Pohled na domy (2019)
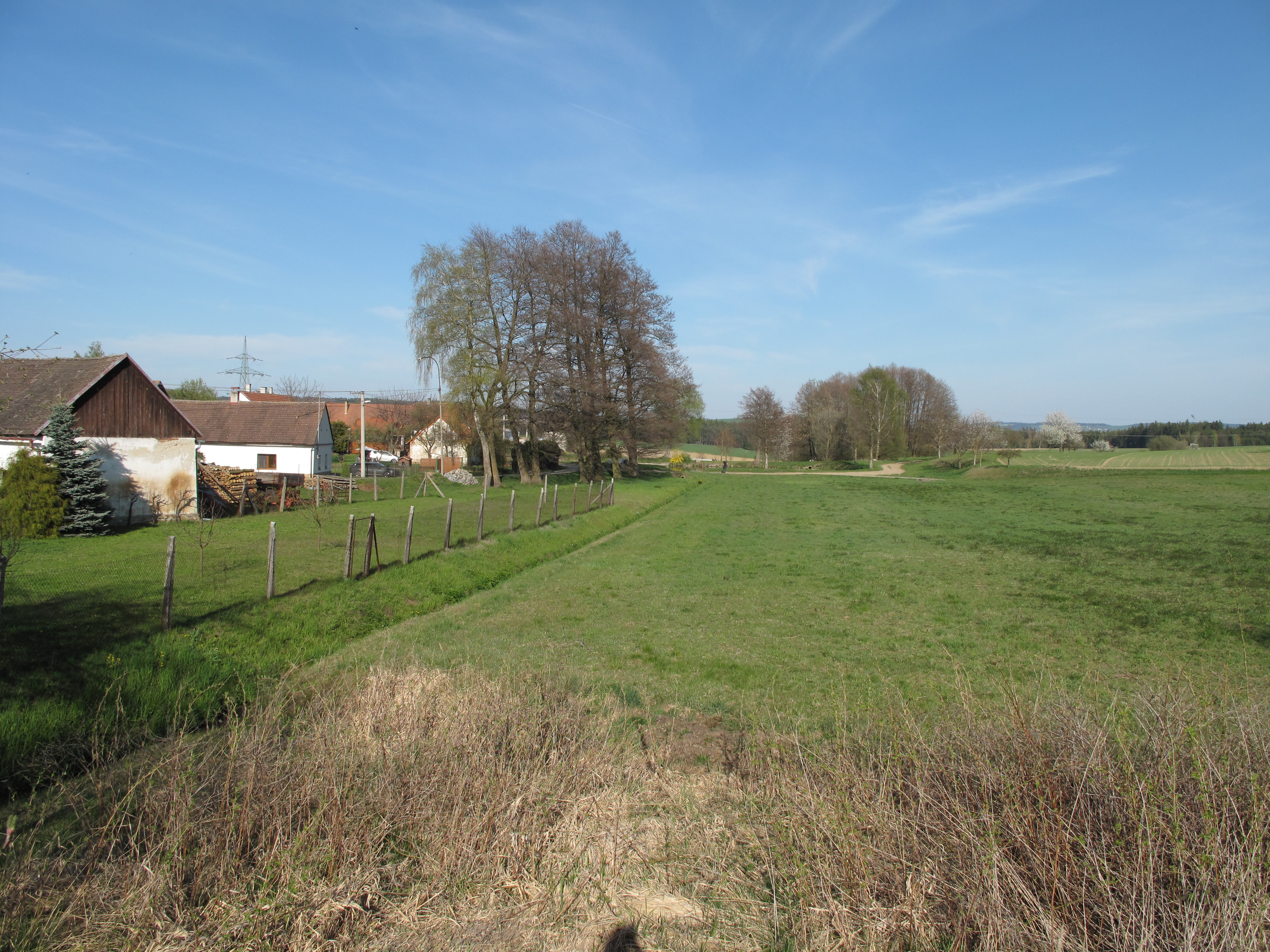
Louka (2019)